# Софтбол на Олімпійських іграх
Перший турнір з софтболу в рамках Олімпійських ігор відбувся на літніх Олімпійських іграх 1996. Рішенням від 9 лютого 2006 Міжнародний олімпійський комітет виключив софтбол з програми Олімпійських ігор 2012 року. 

## Участь
У таблиці показано країни, що брали участь у турнірах. Для кожної країни показано місця, які займала її збірна, або прочерки «-», якщо збірна цього року не брала участь у змаганні. 
| Країна            | 96 | 00 | 04 | 08 | 20 | Усього |
| ----------------- | -- | -- | -- | -- | -- | ------ |
| Австралія         | 3  | 3  | 2  | 3  | 5  | 5      |
| Венесуела         | -  | —  | -  | 7  | -  | 1      |
| Греція            | -  | -  | 7  | -  | -  | 1      |
| Італія            | -  | 5  | 8  | -  | 6  | 3      |
| Канада            | 5  | 8  | 5  | 4  | 3  | 5      |
| Китайський Тайбей | 6  | -  | 6  | 5  | -  | 3      |
| КНР               | 2  | 4  | 4  | 6  | -  | 4      |
| Куба              | -  | 7  | -  | -  | -  | 1      |
| Мексика           | -  | -  | -  | -  | 1  | 1      |
| Нідерланди        | 7  | -  | -  | 8  | -  | 2      |
| Нова Зеландія     | -  | 6  | -  | -  | -  | 1      |
| Пуерто-Рико       | 8  | -  | -  | -  | -  | 1      |
| США               | 1  | 1  | 1  | 2  | 2  | 5      |
| Японія            | 4  | 2  | 3  | 1  | 1  | 5      |

## Медалісти
| Ігри         | Золото | Срібло    | Бронза    |
| ------------ | ------ | --------- | --------- |
| Атланта 1996 | США    | КНР       | Австралія |
| Сідней 2000  | США    | Японія    | Австралія |
| Афіни 2004   | США    | Австралія | Японія    |
| Пекін 2008   | Японія | США       | Австралія |
| Токіо 2020   | Японія | США       | Канада    |

## Загальний медальний залік
За всю історію Олімпійських Ігор 2 країни ставали володарями золотих медалей. Ще двом збірним вдавалося вибороти медалі меншого ґатунку. Це збірні Австралії та Китаю. Найбільшу кількість чемпіонських титулів завоювала збірна США — 3 перемоги. Найбільшу кількість медалей вдалося завоювати американським та австралійським софтболістам — по 4. 
| № | Країна    | Золото | Срібло | Бронза | Усього |
| 1 | США       | 3      | 2      | 0      | 5      |
| 2 | Японія    | 2      | 1      | 1      | 4      |
| 3 | Австралія | 0      | 1      | 3      | 4      |
| 4 | КНР       | 0      | 1      | 0      | 1      |
| 5 | Канада    | 0      | 0      | 1      | 1      |